# 德国7号高速公路
德国7号高速公路（Bundesautobahn 7，简称BAB 7或A 7）是德国的一条高速公路，始于弗伦斯堡，终于菲森。德国7号高速公路全长961千米，最初建于1937年，主要经过汉堡、下萨克森州、黑塞、巴伐利亚、巴登-符腾堡等地。该高速也是欧洲E40、E43、E45和E532公路的一部分。